# Mon ami Tim
Pour plus de détails, voir Fiche technique et Distribution.
Mon ami Tim est un film français réalisé par Jack Forrester, sorti en 1932.
C'est le premier long métrage de Jack Forrester.

## Fiche technique
- Titre : Mon ami Tim
- Réalisation : Jack Forrester, assisté de Roy William Neill
- Scénario : Dorothy Howell
- Dialogues : Jean-Charles Reynaud
- Photographie : André Dantan et Enzo Riccioni
- Son : Marguerite Viel
- Production : Société Forrester-Parant Productions
- Pays d'origine :  France
- Format :  Noir et blanc - 1,37:1 - 35 mm - son mono
- Genre : Drame
- Durée : 66 minutes
- Date de sortie : France, 24 juin 1932

## Distribution
- Jeanne Helbling : Myra
- Thomy Bourdelle : Tim
- Franck O'Neill : Pinky
- Grazia del Rio : une amie
- Raymond Dandy : un passant
- Raymond Narlay